# 유원 (양성대후)
유원(劉元, ? ~ ?)은 전한의 제후로, 노안왕의 현손이다.

## 생애
아버지 유원(劉原)의 뒤를 이어 양성후(良成侯)에 봉해졌다.
시호를 대(戴)라 하였고, 아들 유민이 작위를 이었다.

## 출전
- 반고, 《한서》 권15하 왕자후표 下

| 선대 아버지 양성희후 유원 | 전한의 양성후 ? ~ ? | 후대 아들 유민 |